# التعليم في الجبل الأسود

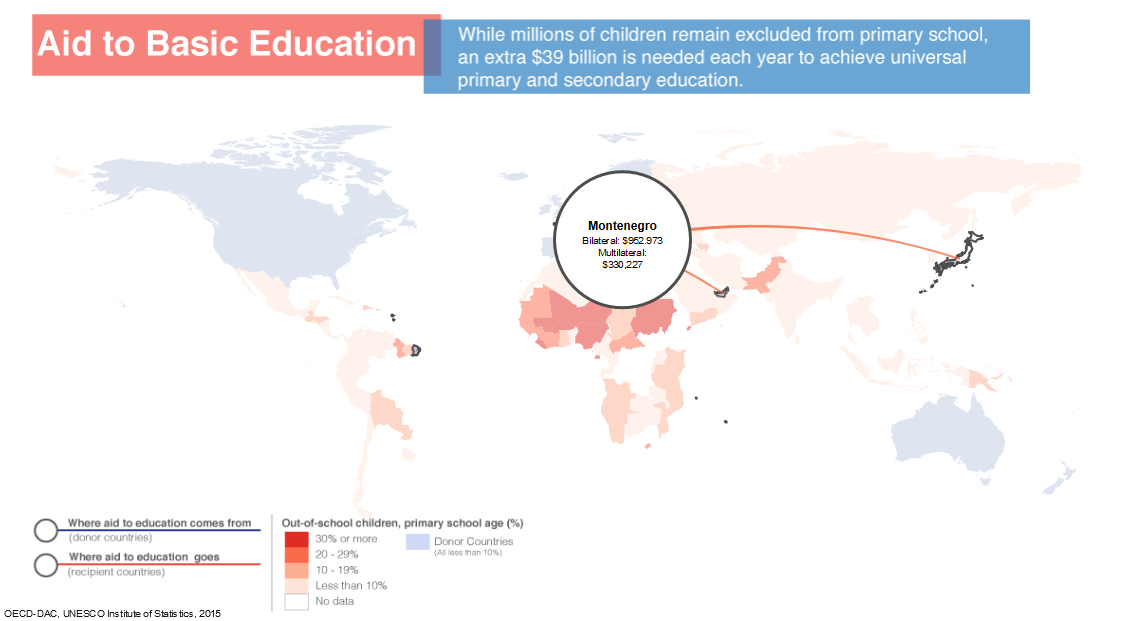
التعليم في الجبل الاسود

التعليم في الجبل الأسود تشرف عليه وزارة التربية والعلوم. التعليم يبدأ في الحضانة أو المدارس الابتدائية. يلتحق الأطفال بالمدارس الابتدائية في سنة السادسة، وتدوم المرحلة الابتدائية تسعة سنوات.

## التاريخ
قبل 1868 كان يوجد عدد ضئيل من المدارس في الجبل الأسود، لكن ما بين 1868 و1875 تم إنشاء 72 مدرسة جديدة، قادرة على استيعاب حوالي 3000 تلميذ. حينها أصبح التعليم الابتدائي مجاري وإجباري. في عام 1869، تم تأسيس معهد للأساتذة وآخر للبنات في مدينة ستنيي. معهد الإناث متخصص في تدريب معلمات المدارس الابتدائية. في عام 1875 تم تأسيس مدرسة الفلاحة في مدينة دانيلوفغراد، لكنها أغلقت بعد عامين بسبب الحرب مع تركيا. لاحقا تم تأسيس مدرسة مشابهة في بودغوريستا في عام 1893. إزداد عدد الشباب المتعلمين في الجبل الأسود، واتخذرا مناصب هامة في حكومة البلاد. في عام 1880 تم افتتح أول جيمنازيوم، وهو نوع من المدارس الثانوية، الخاص بتدريس الصف الخامس إلى الصف الثامن. في عام 1902 أسس جيمنازيوم خاص بتعليم الصف التاسع إلى الصف الثاني عشر. في عام 1899، كنا هناك 75 مدرسة حكومية و26 مدرسة خاصة.

## النظام التعليمي
النظام التعليمي متجانس وموحد في البلاد. منهاج المدارس يشمل تاريخ وثقافة كل المجموعات العرقية في الجبل الأسود. لغة التعليم هي اللغة المونتنغرية، أو الألبانية في المناطق ذات التواجد الكبير للألبانيين. في عام 2008 صدر قانون يقضي بطباعة كل الكتب المدرسية باللغة المونتنغرية.

### التعليم الابتدائي
التعليم الابتدائي مجاني وإجباري لجميع الأطفال ما بين سنة السادسة والرابعة عشرة، ويتكون من تسع صفوف (ثمانية في النظام القديم).

### التعليم الثانوي
تقسم المدارس الثانوية إلى ثلاثة أنواع، ويلتحق التلاميذ بنوع محدد حسب ميولهم ومعدلهم الدراسي.
- الجيمنازيوم والدراسة فيه تدوم لمدة أربعة سنوات، ويعد تحضيرا للدراسة الجامعية. يعتبر النوع الأكثر تميزا.
- المدارس المتخصصة والدراسة فيها تدوم من ثلاثة إلى أربعة سنوات، ويدرس فيها التلاميذ تخصص معين.
- المدارس المهنية والدراسة فيها تدوم لثلاث سنوات مع إمكانية مواصلة التعليم.

### التعليم العالي
مدة الدراسة في الجامعات تتراوج بين أربعة وستة أعوام، ووتتوج بشهادة بكالوريوس في الفنون أو العلوم. تقدم الجامعات كذلك تكوين في شهادة الماجستير والدكتوراه ودراسات التخصص.

## روابط خارجية
- موقع جامعة الجبل الأسود.
- موقع جامعة البحر المتوسط في الجبل الأسود.